# Mambriny Gyula
Mambriny Gyula (Budapest, 1874. február 23. – Budapest, 1928. január 16.) magyar hegedűművész, egyetemi tanár.

## Életpályája
Mambriny János miniszteri hivatalnok és Wischan Mária fiaként született, 1874. március 7-én keresztelték. Hubay Jenő és Koessler János tanította. Eleinte Franciaországban dolgozott, Angels színházában hangversenymester volt. 1907-től a Zeneakadémia tanára; 1922-től a hegedűtanárképző vezetője volt Bloch József halálát követően.
Hangversenyein mint előadóművész és kamarajátékos lépett fel.
Sírja a Fiumei úti sírkertben található (51-1-99).

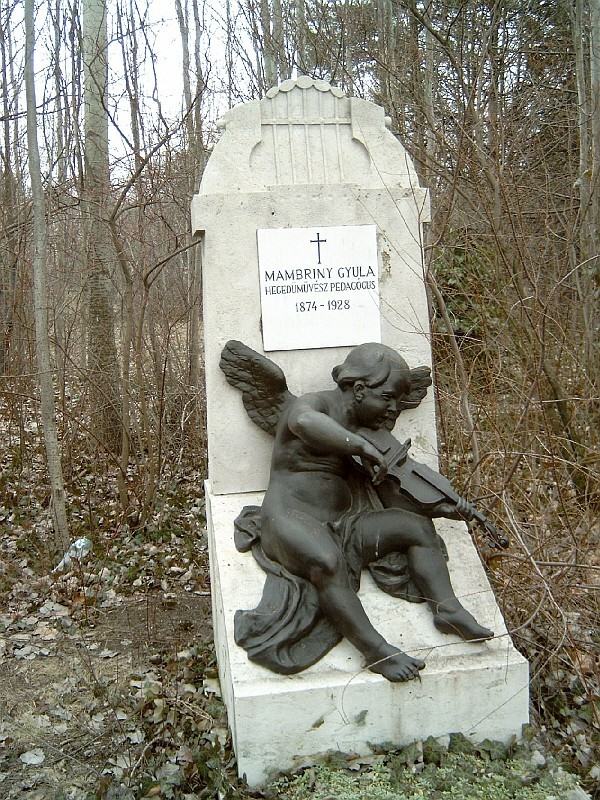
Mambriny Gyula hegedűművész, pedagógus sírja Budapesten. Kerepesi temető: 51-1-99.